# Бхишмака
Бхишма́ка (санскр. भीष्‍मक, IAST: Bhīshmaka) — герой «Махабхараты» и Пуран, царь Видарбхи, отец Рукми и Рукмини.
Описывается, что в предыдущей жизни Бхишмака был брахманом пуджари (санскр. - "совершающий пуджу (богослужение)  для мурти") в храме Шивы. Каждый день после проведения пуджи он давал прасад псу, жившему у храмовых ворот. Пёс и брахман очень привязались друг к другу. Однажды, в день новолуния, пуджари как обычно выходил из храма после проведения богослужения и, не заметив в темноте лежавшего на земле пса, наступил ему на морду. Пёс, следуя инстинкту, укусил пуджари за ногу. Несмотря на это, пуджари, как всегда, дал животному прасада. Пёс, сожалея о содеянном, отказался принимать пищу и вскоре умер от голода. Боги, заметив необычайное благородство и преданность животного, даровали ему в следующей жизни пост бога солнца Вивасвана. Спустя много лет пуджари также умер и в следующей жизни родился как царь Видарбхи Бхишмака.
У Бхишмаки было четверо сыновей и дочь Рукмини. Желая встретиться с Бхишмакой, Вивасван спустился на землю в облике риши. При виде риши Бхишмака почувствовал к нему большую привязанность и пригласил мудреца к себе во дворец, где Рукмини приняла его в соответствии с правилами ведийской культуры. Риши, довольный оказанным ему приёмом, посоветовал рукмини поклоняться Шиве и обрести его благословения. Рукмини последовала совету и начала регулярно молиться и совершать для Шивы пуджу. Удовлетворённый служением и молитвами Рукмини, Шива благословил её выйти замуж за Кришну.